# Чудни скали
„Чудни скали“ (наричани “Тунелите” от ченгени) е природна забележителност в България, област Варна, община Дългопол, на 4 км южно от село Аспарухово (Ченге)
Природната забележителност е обявена на 17 февруари 1949 г. Площта ѝ е 12,5 хектара. Целта на обявяването е опазването на скалните образувания, което забранява промени, увреждащи естествения образ на скалите и околния пейзаж и природа.
„Чудни скали“ се намират на брега на язовир „Георги Трайков“, представлява съвкупност от три скални масива с форма на игли с височина между 15 и 40 – 50 метра. Скалният феномен е получен в резултат на действието на ерозията на вятъра и водите на р. Луда Камчия върху меката варовикова скала. През цялата дължина на Чудните скали са прокопани три тунела, през които преминава автомобилния път между селата Аспарухово и Добромир. В съседство минава главният път, свързващ градовете Провадия и Айтос, както и железопътната линия Варна–Пловдив.
В националния Регистър на защитените територии и защитените зони в България се намира под код № 3. Попада в териториалния обхват на Регионална инспекция по околната среда и водите – Варна и Регионална дирекция по горите – Варна. Частично се припокрива с обявената за защитена зона по Директивата за птиците Камчийска планина.

## Галерия
- Тунелите, прокопани през скалите
- Чудните скали, вляво главния път Провадия–Айтос
- Чудните скали при ниско ниво на язовир Цонево
- Изглед от един от тунелите